# Steinbruch Ambrock
Der Steinbruch Ambrock befindet sich westlich von Ambrock, einem Ortsteil von Hagen, der an der Volme gelegen ist. In ihm wird Grauwacke abgebaut. Aufgeschlossen sind die Brandenberg-Schichten aus der Zeit des Mitteldevons vor etwa 387 Millionen Jahren. Südlich des Steinbruchs verläuft der Hamper Bach, nördlich der Kuhweider Bach.
Gegenüber dem Eingangsbereichs des Großsteinbruchs befindet sich auf der anderen Seite des Hamper Bachs ein aufgelassener kleiner Steinbruch im selben Gestein, der als Geotop eingestuft ist.

## Geologie
Geologisch befindet sich der Steinbruch auf der Nordflanke des Remscheid-Altenaer Sattels. Die Brandenberg-Schichten fallen in diesem Bereich mit etwa 30 – 40° in Richtung Norden ein. Die Schichten werden aus einer wechselnden Abfolge grauer, grüner und roter Gesteine charakterisiert, rote Ton- und Schluffsteine lassen sie von den älteren und jüngeren Einheiten im Hangenden und Liegenden unterscheiden. Darüber hinaus sind Sandsteine wesentliche Bestandteile der Schichtfolgen, welche auch die Abbauwürdigkeit begründen.
Die bis zu 700 m mächtigen Brandenberg-Schichten entstanden durch Ablagerungen in einem Land-Meer-Übergangsbereich des sogenannten Old-Red-Kontinents. Die roten Sedimenthorizonte gehen dagegen wahrscheinlich als Ablagerungen auf Land zurück, da sie keine Meeresfossilien aufweisen und Trockenrisse und Karbonatknollen auf Genese unter Wüstenklima hindeuten.
In einzelnen Gesteinslagen sind Muscheln und Brachiopoden zu finden, die auf Brackwasser oder küstennahe Meeresablagerungen hindeuten – ebenso wie die mitunter auffindbaren urtümlichen Panzerfische, Stachelhaie und weitere Fossilien. In anderen Gesteinslagen weisen Pflanzenanreicherungen mit Wurzeln auf flache Süßwasserbereiche oder Landbewuchs hin.
Die Vielfalt der im Steinbruch aufgeschlossenen Gesteinslagen lassen vermuten, dass die Schichten in einer flachen Meeresküste mit einem Flussdelta abgelagert wurden.

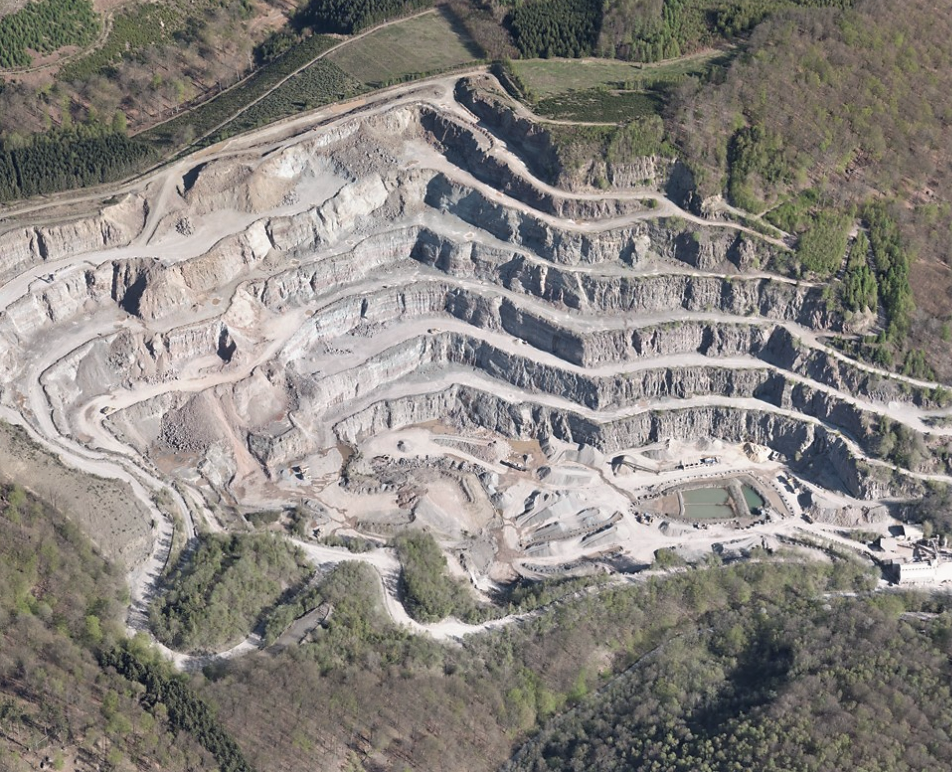
Luftbild
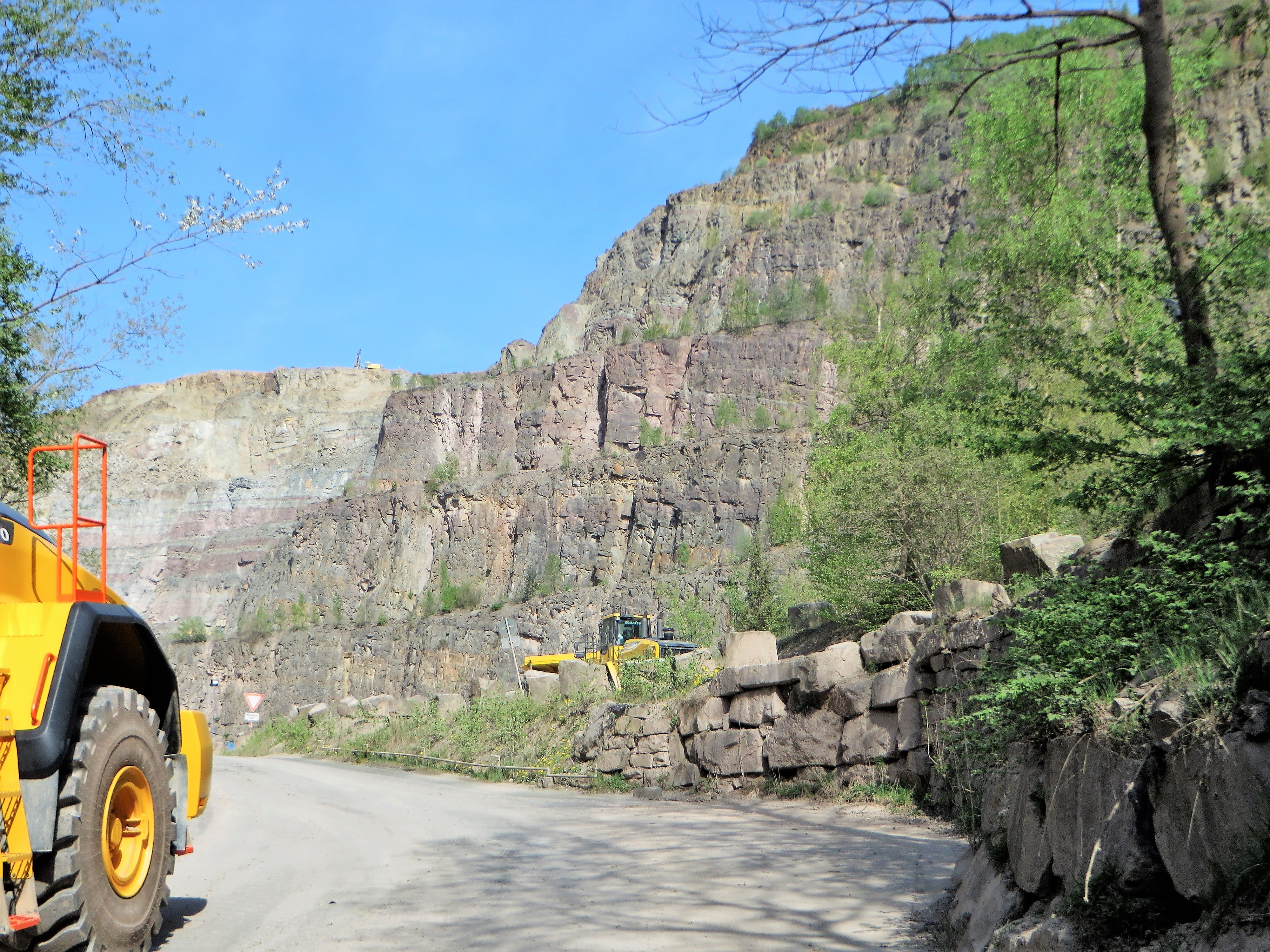
Abbau
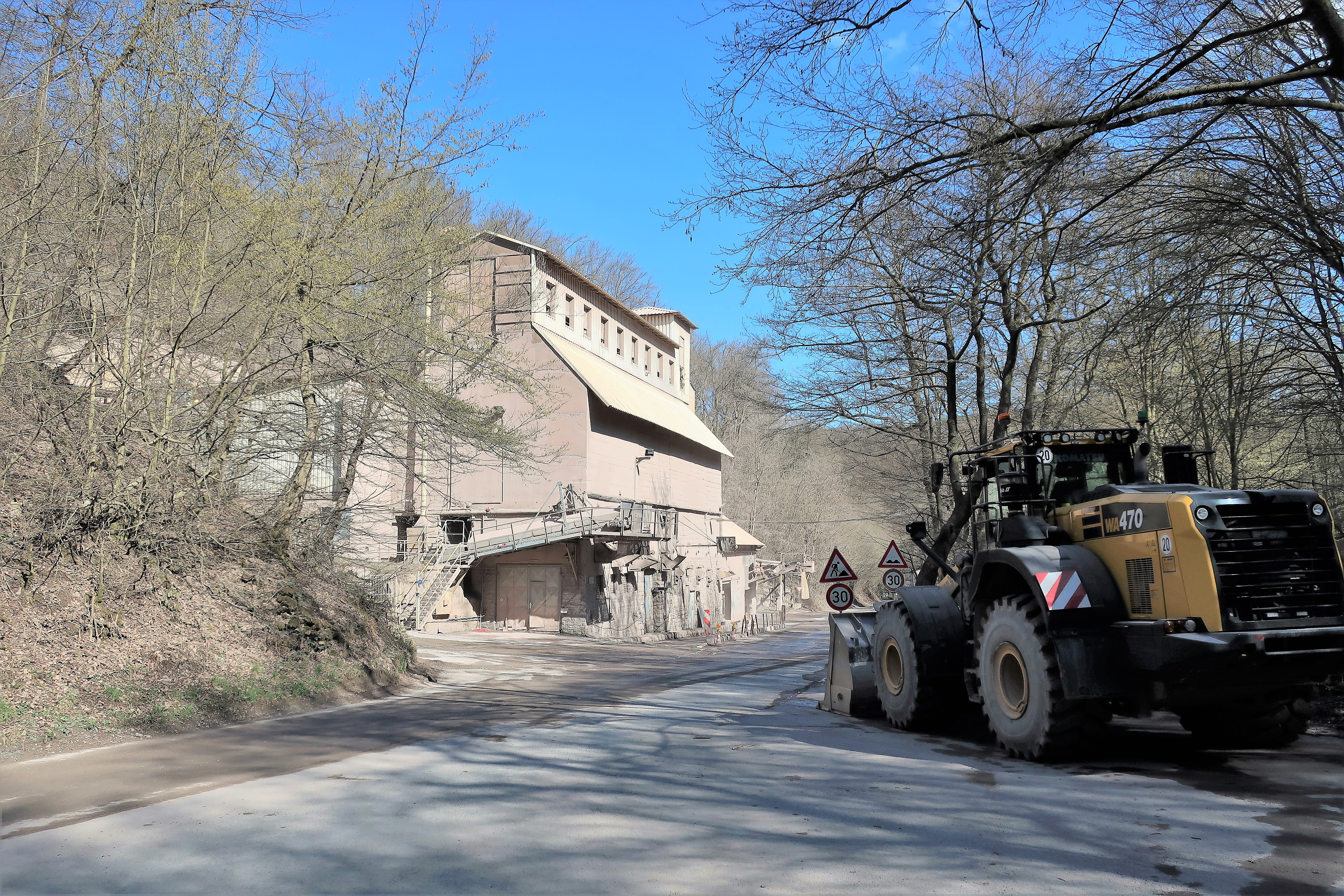
Aufbereitung
- 3D-Geländemodell des Steinbruchs